# Stora Ljungsjön (Kinna socken, Västergötland)
Stora Ljungsjön är en sjö i Marks kommun i Västergötland och ingår i Viskans huvudavrinningsområde.